# Улица Есенина (Рязань)
У́лица Есе́нина (ранее — Ряжская) — улица в центре города Рязани. Проходит от улицы Кально́й до улицы Спортивной. Пересекает улицы Грибоедова, Горького, Маяковского, площадь Театральную. Слева (при движении в сторону улицы Спортивной) примыкают улицы Фирсова, Циолковского, Колхозная. Справа примыкают улицы Затинная, Подгорная, Щедрина, Садовая, Ленина, Радищева, Фрунзе, Яхонтова, Полевая. Продолжением улицы на север является Солотчинское шоссе.

## История
По регулярному плану застройки города, принятому в 1780 году, улица Ряжская служила южной границей Рязани. Перекресток Астраханской (ныне - ул. Ленина) и Ряжской улиц имел вид обширной площади, которая именовалась — Новоямская застава вначале, позже — просто Ямская застава (ныне — Театральная площадь). Отсюда начиналась дорога Большого Астраханского тракта на юг России. 
В местности пересечения ул. Есенина и Полевая проходила старая граница г. Рязани. Часть ул. Полевая от ул. Есенина до моста через речку Лыбедь называлась Ямской вал (Вал) по расположению пограничного вала и рва ограничения города. 
До конца 1940-х годов на площади Ямской заставы простояли два высоких каменных пограничных столба-обелиска перед улицей Ленина, обозначавшие въезд в город. В центре площади Ямской заставы стояла снесённая после 1917 года часовня, построенная в честь посещения Рязани Александром I 30 мая 1819 года (сейчас на этом месте расположен фонтан «Маски»).
В историческом прошлом кое-где мощеная булыжником Ряжская улица отличалась обилием грязи и пыли. Редкий извозчик соглашался везти сюда седоков. Улица была тупиковая — начинаясь от Оки, она упиралась в железнодорожное полотно. Вдоль нее стояли бревенчатые избы, многоквартирные бараки, а в промежутках зеленели сады и огороды. 
Улица начала преображаться в середине 1950-х годов. В 1950-х годах на улице появились новые 4-х и 5-ти этажные дома, а в 1957 году был сдан Дворец пионеров (с 1 января 1992 по 31 декабря 1998 годы - Дворец творчества детей и юношества, с 1 января 1999 года - Дворец детского творчества). В начале 1950-х годов улица была заасфальтирована, а в средней части был разбит бульвар с деревьями и цветами.
В 1961 году было открыто новое здание Рязанского областного театра драммы (архитектор - Н.И. Чистосердова) - доминанта площади. В этом же году площадь приобретает своё современное название - Театральная площадь. Застройка же началась ранее, в 1952 году, по проекту группы архитектора М. О. Хауке. Здания, построенные вокруг Драмтеатра, стали возводиться с 1956 года.
В 1965 году улица получила свое современное название и к 1970-м годам стала одной из визитных карточек города. На улице появились современные 9-этажные дома, кинотеатр «Ока», в 1982 году — здание театра кукол, а в 1995—2001 годах было построено здание центрального офиса «Прио-Внешторгбанк».
2 октября 2010 года на фасаде здания бывшего Рязанского заочного института (филиала) Московского государственного университета культуры и искусств (Есенина, 70/1) открыта мемориальная доска, на которой написано, что эта улица носит имя известного русского поэта Сергея Есенина.

## Примечательные здания

### По нечётной стороне
- Дом № 9 — административное здание Министерства сельского хозяйства Рязанской области и Россельхозбанка;

- Дом № 13 — здание ГСКБ;

- Дом № 15 — плавательный бассейн «Спартак»;

- Дом № 17 — комплекс городской больницы № 4;

- Дом № 27 — Рязанский государственный областной театр кукол[4];

- Дом № 29 — здание проектного института «Рязангражданпроект»;

- Дом № 55 — отделение полиции по Советскому району;

- Дом № 57 — здание школы № 43;

- Дом № 59 — четырехэтажный сталинский жилой дом на углу улиц Есенина и Маяковского.

### По чётной стороне

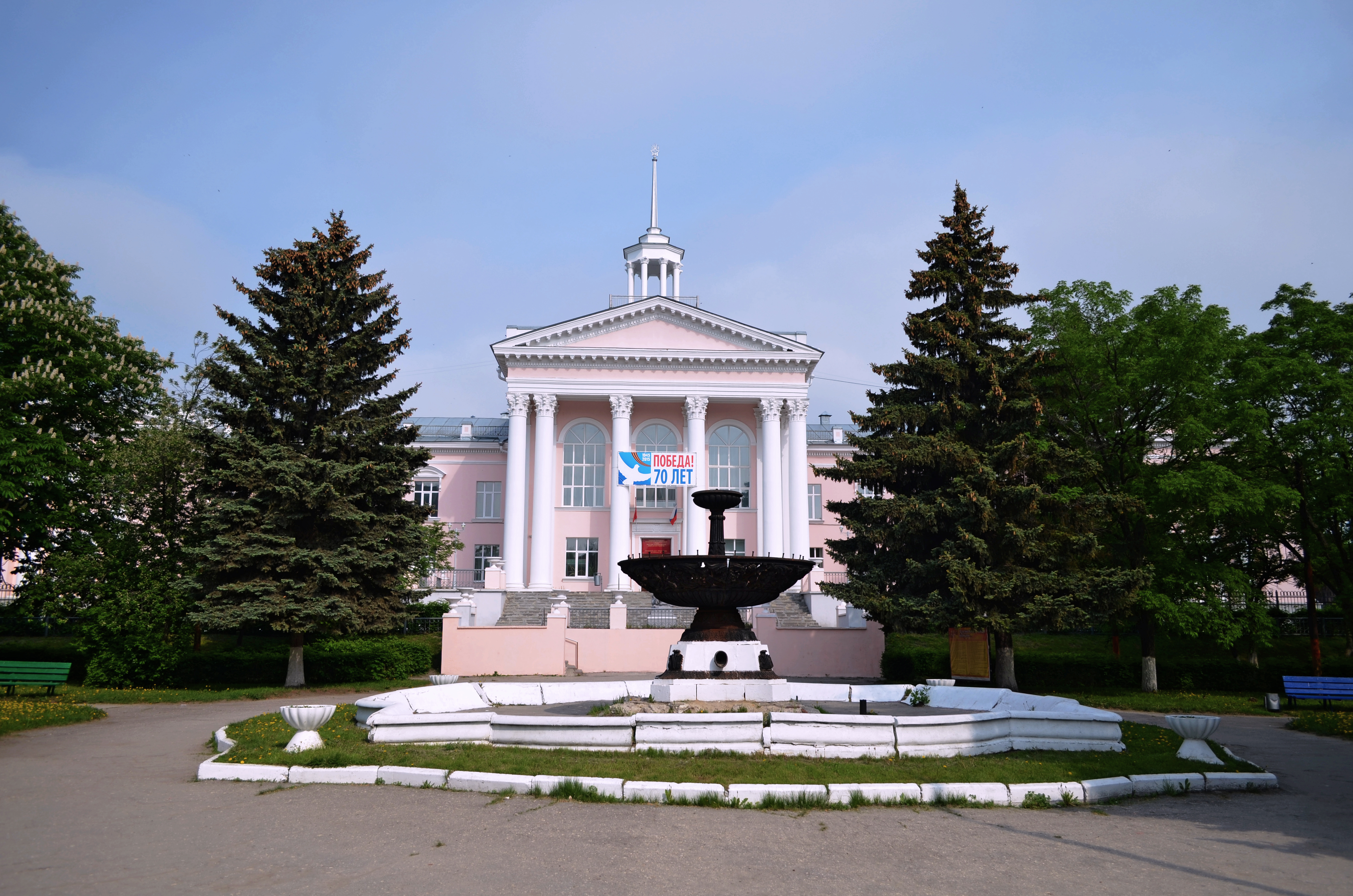
Рязанский городской дворец детского творчества (распространённые наименования среди горожан - "Дворец детского творчества", "Дворец пионеров", "Дворец", "ДДТ").

- Дом № 46 — Рязанский городской Дворец детского творчества[5] (с основания по 31 декабря 1991 года - Дворец пионеров, с 1 января 1992 по 31 декабря 1998 года - Дворец творчества детей и юношества);

- Дом № 58 — детский сад № 60;

- Дом № 60 — «Пик-отель»;

- Дом № 68 — семиэтажный жилой дом. До 2020-х годов в нём располагался известный в городе ювелирный магазин «Изумруд»;

- Дом № 70 — здание бывшего Института культуры;

- Дом № 80 — бывший кинотеатр «Ока», сейчас — выставочный центр;

- Дом № 82 — здание Прио-Внешторгбанка[6];

- Дома № 86,88,108,110,112 — 9-этажные жилые дома 1970-х годов серии 121 с различными модификациями («кафельные дома»).

- Дом № 116 — офисное здание.

## Транспорт
Улица Есенина — крупная городская магистраль, обеспечивает связь центра города с районом Горроща, а также выезд из города в направлении Солотчи и Владимира. В 1964 году был открыт путепровод над железной дорогой, что позволило напрямую связать район Театральной площади с южными частями города.
Улица Есенина от Солотчинского шоссе до улицы Грибоедова двусторонняя, по две полосы в каждом направлении. От улицы Грибоедова до Театральной площади движение автотранспорта одностороннее, двухполосное. Во встречном направлении проходит выделенная полоса для общественного транспорта. От Театральной площади до улицы Спортивная движение двустороннее, по две полосы в каждом направлении. Направления движения на этом участке разделены широким бульваром.
Общественный транспорт проходит по всей улице. Площадь Театральная является крупным пересадочным узлом.
| Маршруты общественного транспорта на улице Есенина (февраль 2023 г.) | Маршруты общественного транспорта на улице Есенина (февраль 2023 г.) | Маршруты общественного транспорта на улице Есенина (февраль 2023 г.) | Маршруты общественного транспорта на улице Есенина (февраль 2023 г.)  |
| Остановка Общественного Транспорта                                   | Троллейбусы                                                          | Автобусы                                                             | Примечание                                                            |
| -------------------------------------------------------------------- | -------------------------------------------------------------------- | -------------------------------------------------------------------- | --------------------------------------------------------------------- |
| Улица Есенина                                                        | 13                                                                   | 8, 13, 22                                                            | ООТ расположена у пересечения с ул. Грибоедова                        |
| Больница №4                                                          | 13                                                                   | 8, 13, 22                                                            | ООТ расположена у Дворца Детского Творчества и городской больницы № 4 |
| Площадь Театральная                                                  | 13                                                                   | 8, 13, 22                                                            |                                                                       |
| Прио-Банк                                                            | 5                                                                    | 16, 20, 21                                                           | ООТ расположена у перекрестка с ул. Горького                          |
| Школа                                                                | —                                                                    | 21                                                                   | ООТ расположена у школы № 43, на пересечении с ул. Фрунзе             |
| Завод САМ                                                            | 5                                                                    | 16                                                                   | ООТ расположена у перекрестка с ул. Яхонтова.                         |